# Hetzemühle

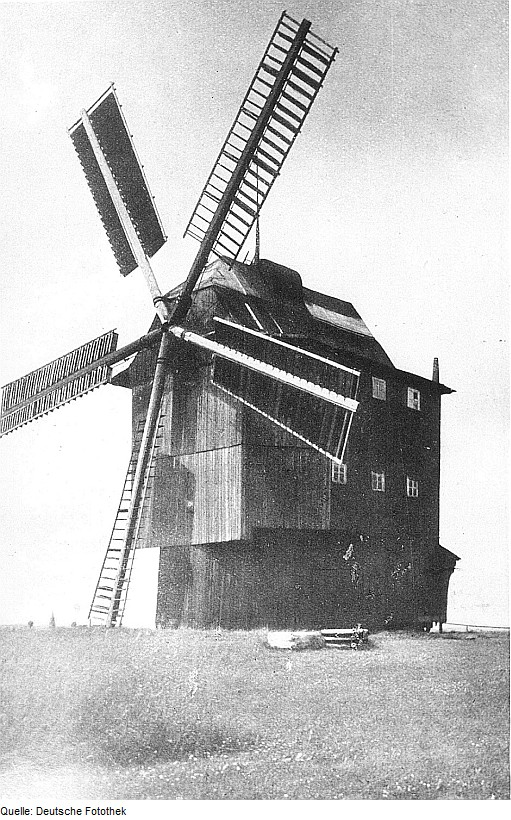
Hetzemühle (1924)

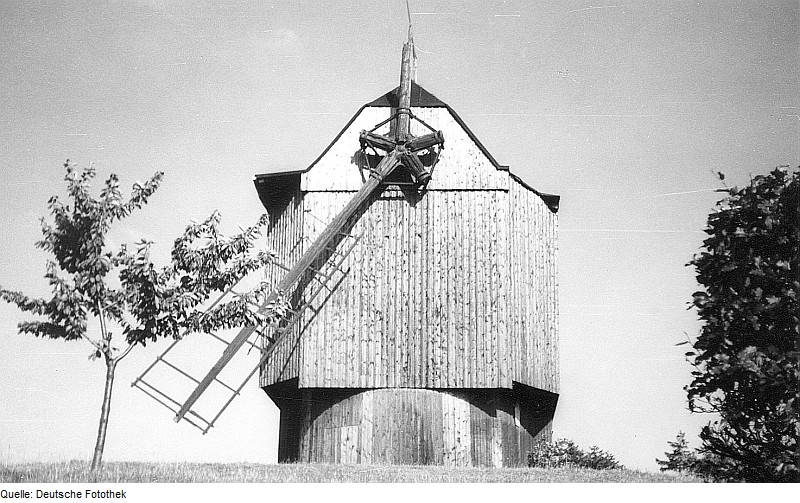
Hetzemühle (1964)

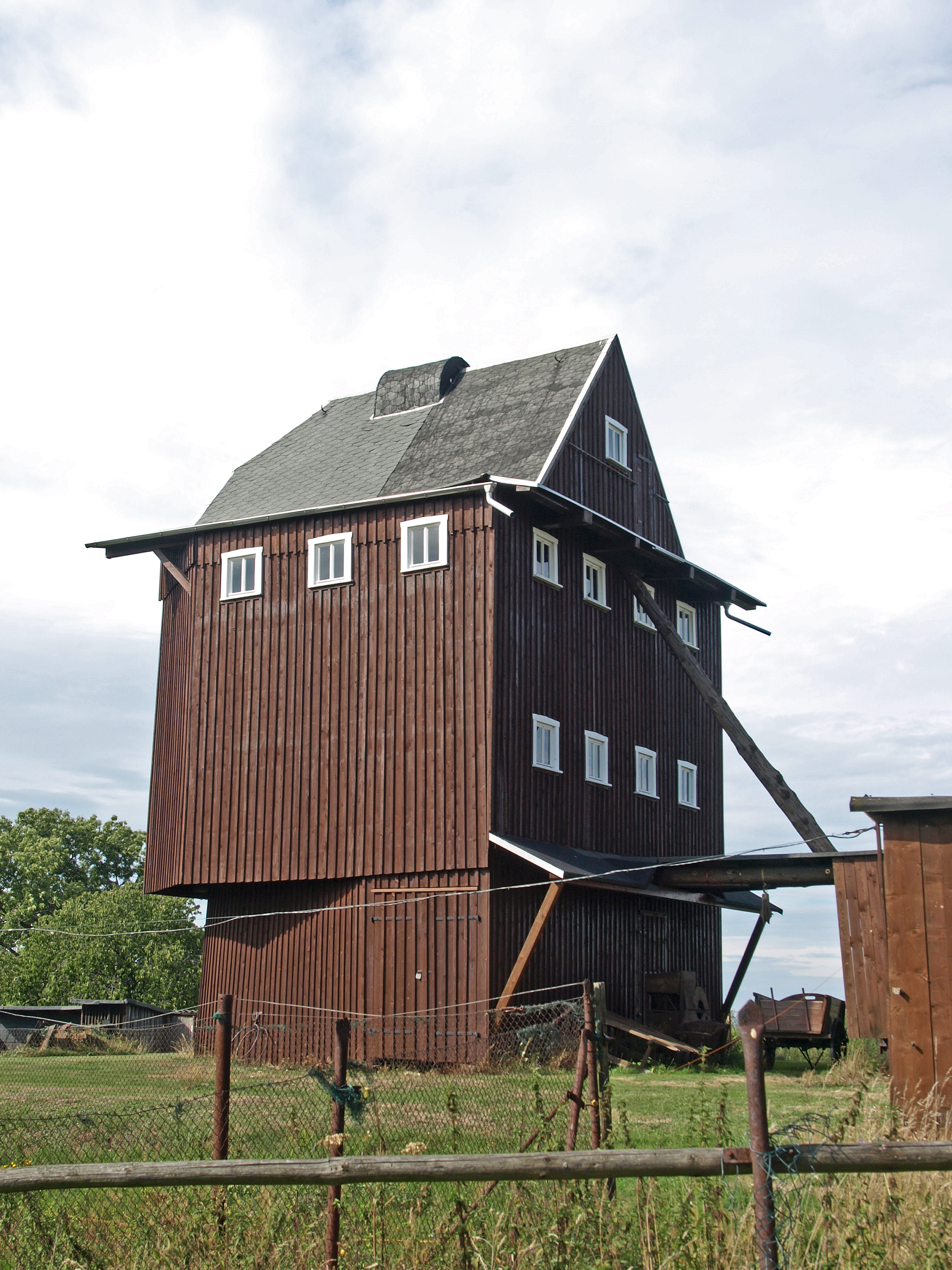
Hetzemühle (2015)

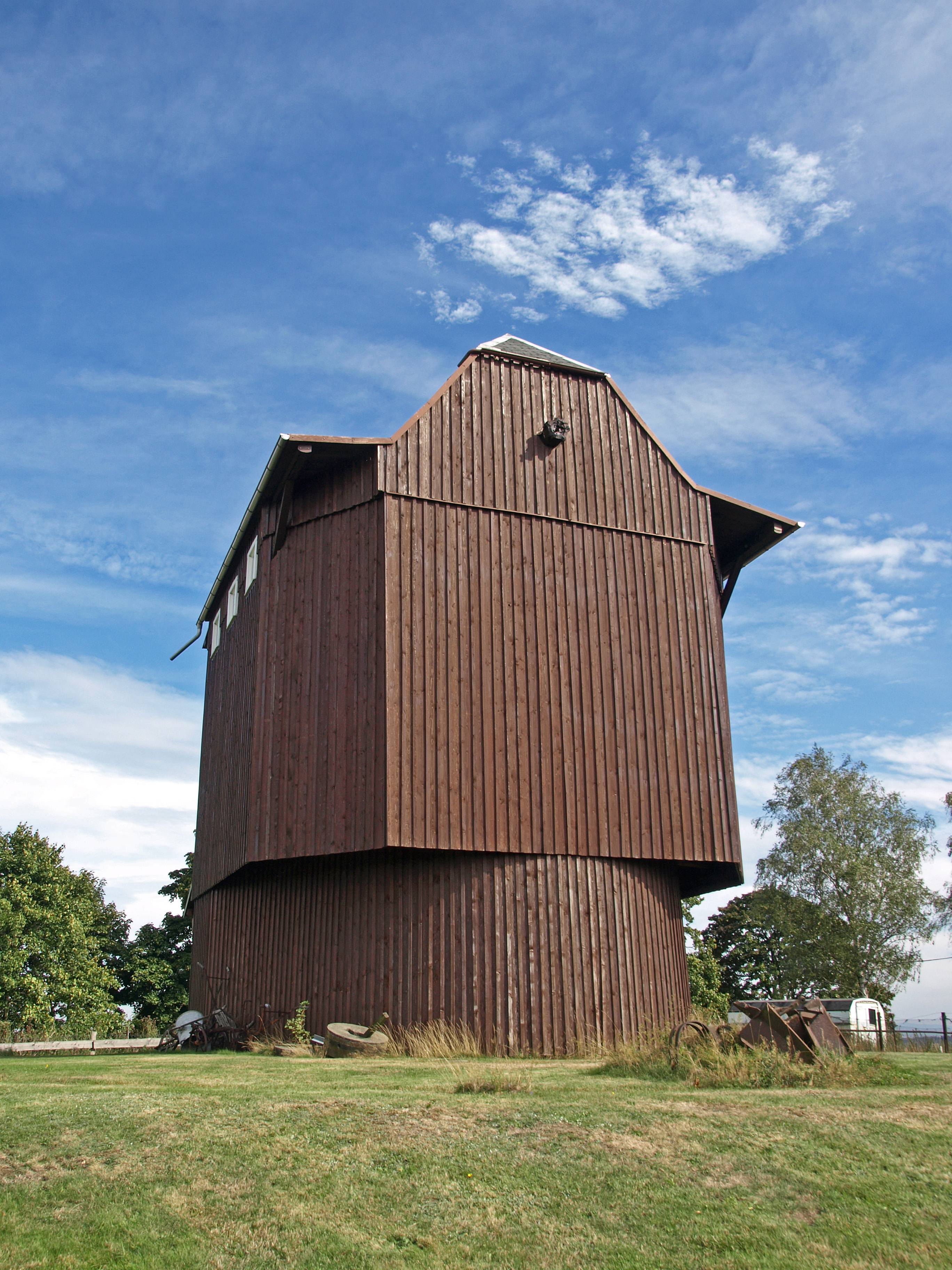
Hetzemühle (2015)

Die Hetzemühle, auch Hetzewindmühle, ist eine Bockwindmühle im Leutersdorfer Ortsteil Hetzwalde im Landkreis Görlitz. Sie ist die größte erhaltene Bockwindmühle in Sachsen.

## Lage
Die Hetzemühle steht am Rande von Hetzwalde auf dem Hetzwalder Berg (früher Löfflerscher Berg).

## Geschichte
Die fünfflügelige Mühle wurde zwischen 1775 und 1780 vom Müller Johann Gottfried Eichhorn errichtet. Zur Steigerung der Leistung erhielt die Mühle um 1863 einen neuen Wellkopf mit zunächst acht Flügeln, wobei zwei Flügel bald wieder entfernt wurden. Jedoch erwies sich die sechsflügelige Mühle als zu wartungsintensiv und erbrachte wegen der hohen Luftverwirbelung auch nicht zu gewünschte Leistung.
Die günstigste Auslastung der Windverhältnisse wurde mit fünf Flügeln erbracht, so dass die Mühle im Herbst 1869 wieder auf ihren ursprünglichen Antrieb rückgebaut wurde. Die Hetzemüller betrieben auf dem Mühlengrundstück zusätzlich Landwirtschaft und seit 1877 auch eine Bäckerei, um ihre Familien auch in schlechten Zeiten ernähren zu können. Seit der Mitte der 1920er Jahre wurden bis 1939 Johannisfeuer an der Hetzemühle abgehalten.
1929 stellte die Windmühle den Betrieb ein, sie wurde noch im selben Jahre zum technischen Denkmal erklärt. Nach der Betriebseinstellung brachen die Mühlenflügel bei Stürmen, im November 1940 wurden dabei drei Flügel beschädigt. Im Sommer 1944 wurden vier Flügel durch eine Bombe stark beschädigt. Wegen der hohen Kosten für den Erhalt der Mühle wurde den Besitzern die Genehmigung zum Abriss erteilt, von dem sie jedoch keinen Gebrauch machten. 1955 wurde die Hetzemühle wieder unter Denkmalschutz gestellt.
Nach dem Zweiten Weltkrieg wurde die Mühle durch die Freiwillige Feuerwehr Hetzwalde und den Mühlenbesitzer Maruselke bis in die 1980er Jahre vor dem Verfall bewahrt. Der letzte erhaltene Mühlenflügel war bereits in den 1960er Jahren im Zerfall.
Im Mai 2002 wurde der Verein Hetzemühle e. V. gegründet, der auch die Tradition der Johannisfeuer wieder aufleben ließ. Erklärtes Ziel des Vereins ist es, die Mühle wieder mit fünf Flügeln zu versehen.

## Technische Daten
Die Hetzemühle hat fünf Flügel (nicht mehr erhalten), zwei Mahlgänge, eine Quetsche (Schrottwerk) sowie einen innen liegenden Fahrstuhl.